# Onthophagus mulutagal
Onthophagus mulutagal é uma espécie de inseto do género Onthophagus, família Scarabaeidae, ordem Coleoptera.

## História
Foi descrita cientificamente por Ochi, Kon & Barclay em 2016.